# Station Beckenham Hill
Beckenham Hill is een spoorwegstation in de London Borough of Lewisham in Londen, Engeland. 